# Nuoto Club Azzurra 1991
Il Nuoto Club Azzurra 91 è una squadra di nuoto italiana con sede a Bologna.

## Storia

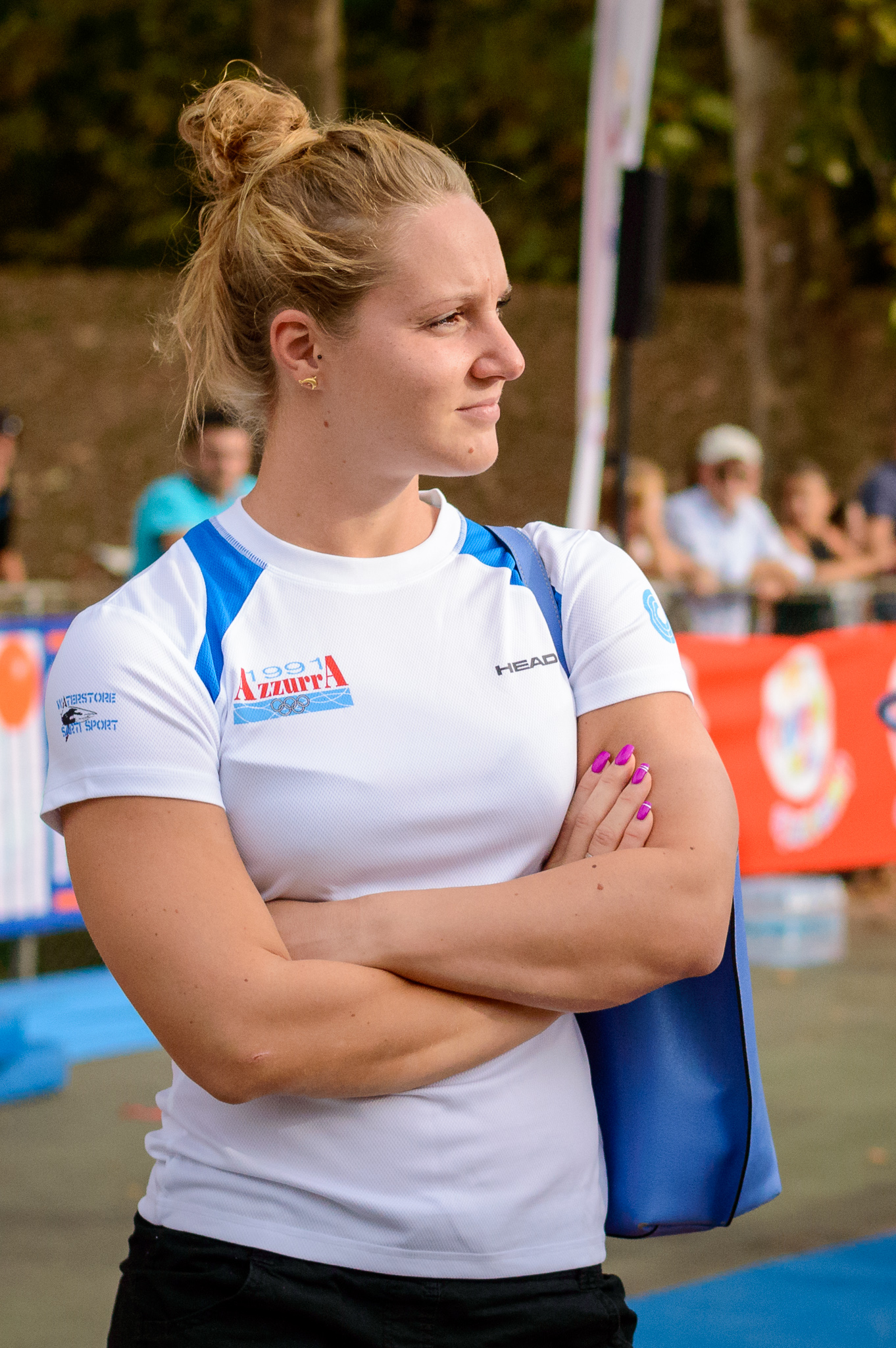
Ilaria Bianchi con la maglia del Nuoto Club Azzurra 1991.

Fondata nel 1991 da Annalita Nanni Casadio, che ne diventa prima presidentessa, si affilia al Centro Sportivo Italiano, alla Federazione Italiana Nuoto ed al CONI. Comincia le attività delle squadre giovanili e master nelle piscine bolognesi Tanari e Sterlino, sotto la guida del capo allenatore Marco Bertocchi.
Nel 2002 subentra al vertice della società l'ex atleta Carlo Giulio Casadio, figlio della fondatrice. A partire dalla stagione 2004-05 la guida tecnica passa nelle mani di Fabrizio Bastelli.
I primi successi a livello nazionale ed internazionale arrivano nel 2006, rispettivamente con Livia Travaglini, che vince un oro ai Campionati italiani primaverili nella specialità dei 200 m misti e con Cesare Pizzirani, bronzo ai Campionati europei in vasca corta di Helsinki nella staffetta 4x50 m mista. Nel 2007 Mirco Di Tora è il primo atleta di Azzurra 91 a segnare un record italiano: nuota i 100 m dorso ai Campionati italiani primaverili in 55"49.
Nel 2008 la società porta un suo atleta (Mirco Di Tora) ai Giochi olimpici di Pechino, mentre quattro anni dopo, ai Giochi della XXX Olimpiade di Londra sono tre i nuotatori di Azzurra 91 a partecipare (Arianna Barbieri, Ilaria Bianchi, Mirco Di Tora). Dalla stagione 2010-11 le attività si allargano anche alle piscine Stadio di Bologna ed On Life Club di Castel Maggiore.
Il 16 dicembre 2012 è Ilaria Bianchi la prima a conquistare una medaglia mondiale con i colori societari, giungendo prima nei 100 m farfalla ai Campionati di Istanbul in vasca corta.
Dalla stagione 2014-2015 la società avvia un piano di espansione delle attività, iniziando una collaborazione incentrata sul nuoto agonistico con l'associazione sportiva President e con altre realtà sportive delle province di Rimini, Ravenna, Modena e Mantova. I risultati non tardano, infatti ai Giochi della XXXI Olimpiade a Rio de Janeiro sono tre i nuotatori di Azzurra 91 a scendere in vasca con i colori italiani: Ilaria Bianchi, Martina Carraro e Luca Leonardi. Subito dopo la società conquista la sua seconda medaglia mondiale, un argento, arrivato durante i Campionati di Windsor 2016 in vasca corta, grazie a Martina Carraro che nuota la frazione a rana della staffetta 4x50 m misti. La striscia di risultati continua ai Campionati europei in vasca corta di Copenaghen, ancora con Ilaria Bianchi che, stabilendo il record italiano (2'04"22), arriva seconda nei 200 m farfalla.
Nel 2018 il sodalizio con l'ASD President produce frutti soprattutto in campo femminile. La società è seconda in Italia sia ai Campionati Italiani Assoluti (Riccione, 10-14 aprile) che nella Coppa Caduti di Brema. Anche il settore giovanile segna risultati in ambito nazionale: le nuotatrici della categoria Ragazze vincono il campionato a squadre e sono seconde ai Criteria Nazionali Giovanili. A questi risultati contribuisce Costanza Cocconcelli, già convocata in nazionale giovanile.
La stagione successiva comincia con risultati di rilievo. Ai Campionati Italiani Open (Riccione, 30 novembre-1 dicembre) la squadra stabilisce il record italiano nella staffetta femminile 4x50 m misti (Costanza Cocconcelli, Martina Carraro, Ilaria Bianchi, Nicoletta Ruberti) in 1'47"83 e porta a Bologna un totale di 14 medaglie, classificandosi al quinto posto nella classifica generale femminile per società ed al secondo posto nella classifica femminile delle società civili. Da sottolineare i due ori di Martina Carraro (50 m e 100 m rana), l'oro di Luisa Trombetti (400 m misti) ed i 3 argenti di Ilaria Bianchi (50, 100 e 200 m delfino).
Dopo nemmeno due settimane, ai mondiali in vasca corta a Hangzhou, Martina Carraro vince due bronzi (50 m rana e 4x100 m misti) stabilendo anche tre record nazionali (50 m rana, 100 m rana, 4x100 m misti). Ad aprile ai Campionati Italiani Assoluti di Riccione sempre Martina Carraro vince 3 ori in tutte le distanze della rana e si qualifica per i Campionati mondiali in Corea del Sud nei 50 m e 100 m rana ed anche nella 4x100 m misti. Nella successiva Coppa Caduti di Brema la squadra femminile di conferma, per il terzo anno consecutivo, seconda in Italia nella Serie A1.
Dal 4 all'8 dicembre 2019 ai Campionati europei in vasca corta di Glasgow Martina Carraro vince un oro e un argento nei 100 m e nei 50 m rana rispettivamente, Ilaria Bianchi è seconda nei 200 m farfalla con record italiano (2'04"20) e Costanza Cocconcelli stabilisce il nuovo primato nazionale dei 100 m misti in 59"46.
Nella stagione 2020-2021 Martina Carraro ai Campionati europei di Budapest vince il bronzo nei 100 m rana  e partecipa, insieme ad Ilaria Bianchi, alle Olimpiadi di Tokyo 2020. Per Ilaria è la quarta partecipazione ad un'Olimpiade.
Il 2023 è anno di tante partecipazioni internazionali. Ai Campionati mondiali di Fukuoka sono convocate con la nazionale Ilaria Bianchi, Costanza Cocconcelli e Sofia Morini. Giulia Zambelli nuota con la nazionale giovanile ai Campionati europei juniores di Belgrado conquistando un argento nella 4x200 stile libero. Infine Sonia Laquintana partecipa alle Universiadi di Chengdu.
L'anno sportivo 2023-2024 inizia con una piccola rivoluzione nelle posizioni guida della società: alla presidenza arriva Giovanni Toma, Mirco Di Tora alla scrivania del direttore sportivo e Arianna Barbieri a capo dello staff degli allenatori.

## Dettagli per stagione

### Stagione 2011-12
Impianti di attività: Tanari, Sterlino, Stadio, On Life Club Castel Maggiore

Numero totale tesserati: 59

Head coach: Fabrizio Bastelli

Componenti prima squadra: Arianna Barbieri, Letizia Bertelli, Ilaria Bianchi, Davide Cassol, Andrea Contarelli, Luca Cristiani, Mirco Di Tora, Paolo Facchinelli, Denny Ferroni, Alessio Gozzoli, Nicolò Ossola, Rachele Qualla, Livia Travaglini

### Stagione 2012-13
Impianti di attività: Tanari, Sterlino, Stadio, On Life Club Castel Maggiore, piscina comunale di Cesenatico, piscina di Gaggio Montano

Numero totale tesserati: 85

Head coach: Fabrizio Bastelli

Componenti prima squadra: Arianna Barbieri, Letizia Bertelli, Ilaria Bianchi, Margherita Bonetti, Giorgia Campana, Martina Carraro, Davide Cassol, Andrea Contarelli, Arianna Cordella, Mirco Di Tora, Paolo Facchinelli, Denny Ferroni, Alessio Gozzoli, Luca Leonardi, David Pintimalli, Stefano Mauro Pizzamiglio, Rachele Qualla

### Stagione 2013-14
Impianti di attività: Tanari, Sterlino, Stadio, On Life Club Castel Maggiore, piscina comunale di Cesenatico, piscina comunale di Sasso Marconi

Numero totale tesserati: 95

Head coach: Fabrizio Bastelli

Componenti prima squadra: Arianna Barbieri, Letizia Bertelli, Ilaria Bianchi, Benedetta Bugani, Giorgia Campana, Martina Carraro, Andrea Contarelli, Arianna Cordella, Sara Di Santo, Mirco Di Tora, Paolo Facchinelli, Denny Ferroni, Alessio Gozzoli, Luca Leonardi, Andrea Pierangeli, Lorenzo Pierangeli, David Pintimalli, Stefano Mauro Pizzamiglio

### Stagione 2014-15
Impianti di attività: Tanari, Sterlino, Stadio, Spiraglio, On Life Club Castel Maggiore, Onda Blu Formigine, Gelso Sport Bellaria-Igea Marina, piscina comunale Lugo, piscina di Viadana

Numero totale tesserati: 113

Head coach: Fabrizio Bastelli

Componenti prima squadra: Arianna Barbieri, Letizia Bertelli, Ilaria Bianchi, Benedetta Bugani, Giorgia Campana, Martina Carraro, Andrea Contarelli, Sara Di Santo, Mirco Di Tora, Paolo Facchinelli, Denny Ferroni, Gianluca Golfieri, Davide Lardani, Luca Leonardi, Mattia Pesce, David Pintimalli, Stefano Mauro Pizzamiglio

### Stagione 2015-16
Impianti di attività: Tanari, Sterlino, Stadio, Spiraglio, On Life Club Castel Maggiore, Onda Blu Formigine, Gelso Sport Bellaria-Igea Marina, piscina comunale Lugo, piscina di Viadana

Numero totale tesserati: 120

Head coach: Fabrizio Bastelli

Componenti prima squadra: Arianna Barbieri, Ilaria Bianchi, Federico Canuti, Martina Carraro, Arianna Cordella, Mirco Di Tora, Alice Ferrarini, Carlotta Fiordoro, Davide Lardani, Luca Leonardi, Stefano Mauro Pizzamiglio, Nicoletta Ruberti,  Matteo Zampese

### Stagione 2016-17
Impianti di attività: Tanari, Sterlino, Stadio, Spiraglio, Kennedy San Lazzaro di Savena, piscina comunale Sasso Marconi, On Life Club Castel Maggiore, Onda Blu Formigine, Gelso Sport Bellaria-Igea Marina, piscina comunale Lugo, piscina di Viadana

Numero totale tesserati: 230

Head coach: Fabrizio Bastelli

Componenti prima squadra: Arianna Barbieri, Ilaria Bianchi, Martina Carraro, Arianna Cordella, Mirco Di Tora, Alice Ferrarini, Davide Lardani, Luca Leonardi, Giovanni Mazzoni, Davide Pancaldi, Mattia Pesce, Andrea Pierangeli, Stefano Mauro Pizzamiglio, Edoardo Romano,  Matteo Zampese, Vittorio Zanni

### Stagione 2017-18
Impianti di attività: Tanari, Sterlino, Stadio, Spiraglio, Kennedy San Lazzaro di Savena, piscina comunale Sasso Marconi, On Life Club Castel Maggiore, Onda Blu Formigine, Gelso Sport Bellaria-Igea Marina, piscina comunale Lugo, piscina di Viadana

Numero totale tesserati: 175

Head coach: Fabrizio Bastelli

Componenti prima squadra: Arianna Barbieri, Ilaria Bianchi, Bonzagni Francesco, Diletta Carli, Martina Carraro, Arianna Cordella, Mirco Di Tora, Luca Leonardi, Mattia Pesce, Stefano Mauro Pizzamiglio, Nicoletta Ruberti, Luisa Trombetti, Matteo Zampese, Vittorio Zanni

### Stagione 2018-19
Impianti di attività: Tanari, Sterlino, Stadio, Spiraglio, On Life Club Castel Maggiore, Onda Blu Formigine, Gelso Sport Bellaria-Igea Marina, piscina comunale Lugo, piscina di Viadana

Numero totale tesserati: 105

Head coach: Fabrizio Bastelli

Componenti prima squadra: Arianna Barbieri, Ilaria Bianchi, Diletta Carli, Martina Carraro, Mirco Di Tora, Luca Leonardi, Mattia Pesce, Stefano Mauro Pizzamiglio, Luisa Trombetti, Matteo Zampese

### Stagione 2019-20
Impianti di attività: Tanari, Sterlino, Stadio, Spiraglio, On Life Club Castel Maggiore, Onda Blu Formigine, piscina di Sassuolo, piscina di Viadana

Numero totale tesserati: 130

Head coach: Fabrizio Bastelli

Componenti prima squadra: Arianna Barbieri, Ilaria Bianchi, Tommaso Baravelli, Diletta Carli, Martina Carraro, Martina Ciriesi, Costanza Cocconcelli, Mirco Di Tora, Ferri Alexia, Luca Leonardi, Francesco Martelli, Giovanni Mazzoni, Alice Mizzau, Lorenzo Mora, Tobia Odorici, Giovanni Ricchi, Antonio Rocca, Rea Shehu, Luisa Trombetti, Matteo Zampese

### Stagione 2020-21
Impianti di attività: Tanari, Sterlino, Stadio, Spiraglio, On Life Club Castel Maggiore, piscina di Viadana

Numero totale tesserati: 150

Head coach: Fabrizio Bastelli

Componenti prima squadra: Tommaso Baravelli, Arianna Barbieri, Ilaria Bianchi, Helena Biasibetti, Martina Carraro, Vanessa Cavagnoli, Matilde Cerchier, Martina Ciriesi, Costanza Cocconcelli, Mirco Di Tora, Chiara Fontana, Sara Gusperti, Sonia Laquintana, Luca Leonardi, Lucia Martelli, Giovanni Mazzoni, Lorenzo Mora, Leonardo Peluso, Aglaia Pezzato, Giulia Rebusco, Nicoletta Ruberti, Rea Shehu, Luisa Trombetti, Edoardo Valsecchi, Matteo Zampese

### Stagione 2021-22
Impianti di attività: Tanari, Sterlino, Spiraglio, On Life Club Castel Maggiore

Numero totale tesserati: 141

Head coach: Fabrizio Bastelli

Componenti prima squadra: Tommaso Baravelli, Ilaria Bianchi, Helena Biasibetti, Camilla Capannolo, Elena Capretta, Martina Carraro, Renato Castellan, Vanessa Cavagnoli, Matilde Cerchier, Martina Ciriesi, Costanza Cocconcelli, Adriana Compierchio, Chiara Fontana, Alissa Ghirardini, Sara Gusperti, Sonia Laquintana, Zoe Masetti, Alessandra Miari Fulcis, Sofia Morini, Leonardo Peluso, Andrea Pierini, Giulia Rebusco, Nicoletta Ruberti, Rea Shehu, Francesco Traini, Edorardo Valsecchi, Matteo Zampese

### Stagione 2022-23
Impianti di attività: Tanari, Sterlino, Spiraglio, On Life Club Castel Maggiore

Numero totale tesserati: 155

Head coach: Fabrizio Bastelli

Componenti prima squadra: Tommaso Baravelli, Ilaria Bianchi, Helena Biasibetti, Mattia Biscaglia, Elena Capretta, Renato Castellan, Vanessa Cavagnoli, Costanza Cocconcelli, Adriana Compierchio, Chiara Fontana, Sveva Giangiorgi, Matilde Barbara Galli, Matteo Gusperti, Sara Gusperti, Sonia Laquintana, Zoe Masetti, Lorenzo Mora, Alessandra Miari Fulcis, Sofia Morini, Leonardo Peluso, Andrea Pierini, Giulia Rebusco, Nicoletta Ruberti, Rea Shehu, Francesco Traini, Edorardo Valsecchi, Giulia Zambelli, Matteo Zampese

### Stagione 2023-24
Impianti di attività: Tanari, Sterlino, Spiraglio, On Life Club Castel Maggiore

Numero totale tesserati: 75

Head coach: Arianna Barbieri

Componenti prima squadra: Tommaso Baravelli, Ilaria Bianchi, Mattia Biscaglia, Vanessa Cavagnoli, Costanza Cocconcelli, Chiara Fontana, Sonia Laquintana, Sofia Morini, Andrea Pierini, Giulia Rebusco

## Principali ex atleti
- Arianna Barbieri
- Martina Carraro
- Mirco Di Tora
- Paolo Facchinelli
- Luca Leonardi
- Laura Letrari
- Mattia Pesce
- Stefano Mauro Pizzamiglio
- Cesare Pizzirani
- Rachele Qualla
- Luisa Trombetti